# 清风朗月花正开
《清风朗月花正开》2021年中国大陆古装剧。此剧由許佳琪、黃聖池领衔主演，並于2021年1月7日開機，同年3月31日正式杀青。於2021年12月19日腾讯视频和爱奇艺播出

## 剧情简介
永嘉六年，追逐建筑梦想的萧国公主陈朗月（许佳琪饰）駕簡易木鳶偷溜出宫，遇上建筑界的天才都料匠李清风（黄圣池饰），并加入了木羽工匠队，开启了一场关于追逐梦想、完成自我成长的旅程。几位性格迥异的大萧少年为了各自心中的理想而聚集在一起，共同改造着一个个奇异而有趣的建筑，从青楼到鬼宅，从房屋到桥梁，从温暖小巢到爱的乐园，从民间土院再到朝廷封将塔，直至最后为国家改造城防連射巨弓.....历经的故事曲折离奇，他们之间的感情也百转千回。

## 演员列表

### 領銜主演
| 演員   | 角色   | 介紹 |
| 許佳琪 | 陈朗月 | 蕭国昭和長公主／副都料匠→南萍公主（和親失敗）→昭和長公主 個性直爽豁達，善良正義。老奶奶則誇讚其心細又心善的小孩。饱读诗书，精通琴棋书画。与太子交好。喜欢李清风，最终成为李清风的夫人。 請參見木羽工匠隊 |
| 黄圣池 | 李清风 | 天才都料匠→（搶親成功）→駙馬 性格難伺候（曾經是位不會道歉、不解釋、更不會誇人的性子），路人批之：有才無德、人品極差，凡與其共事者，皆遭其喝斥，性急時甚至連雇主都喝斥。手執工程，喜擅自作主張，結果把工隊前途攪黃了。陈朗月私下譏諷其才華橫溢，但冷血、鐵石心腸。亦能讓應職者自覺無能可資赴職。而老奶奶則誇讚其也是心細又心善的小孩。 出生于贵族世家，书香门第的天才建筑师。喜欢陈朗月，最终成为陈朗月的夫婿。 請參見木羽工匠隊 |

### 主要演員
| 演員   | 角色   | 介紹 |
| 杨云绚 | 赵逸宁 | 临安巨富趙氏之独女 喜欢牡丹红。對李清風傾心，但個性善良講義氣，也覺得李清風跟陳朗月很相配，被李清風拒絕後放棄。為了求父親出資五百萬銀兩救陳朗月長跪不起，後經皇帝賞賜開了萬寧商號。木羽院的東家。 請參見木羽工匠隊 |
| 吴恙   | 韩袅袅 | 扬州首富之千金／監修 個性溫婉柔善，罗曳讚其心性善良。對婚姻要門當戶對這件事嗤之以鼻。喜歡羅曳。 擔任木羽工匠隊的監修。 請參見木羽工匠隊                                                                            |
| 宋涵宇 | 罗曳   | 商业新星／掌櫃 個性能言善道。喜歡韓裊裊。 梦想成为临安第一巨贾。 請參見木羽工匠隊 |
| 马振桓 | 孟元旭 | 衙內／临安知府之独子／總作頭 罗曳讚其外貌威武霸氣、文武雙全、智勇無雙。 傾心於公主陳朗月、後與侍女安小洛有感情發展，並與其成婚。 請參見木羽工匠隊                                                                  |
| 符雅凝 | 安小洛 | 公主之贴身侍女／代主簿 個性善良，忠心護主。喜欢孟元旭，後與其成婚。 請參見木羽工匠隊 |
| 李嘉辉 | 王昇   | 殿前司都虞侯／执工长→假革職→暗衛 面容冷酷，武藝高強。為南萧皇帝暗派在昭和長公主旁的暗衛。 請參見木羽工匠隊 |

### 臨安

#### 木羽院（木羽工匠隊）
轄下設有：掌櫃，都料匠、代主簿、監修、執工長、總作頭等職。
業務運作流程：（採購物料－掌櫃、執工長）→（物料接收對接－總作頭）。
（圖紙設計重點，預報工部－副都料匠）→（報備訊息核對－監修）→（勘測方式、紀錄方式對接－代主簿）。
| 演員   | 角色   | 介紹 |
| 杨云绚 | 赵逸宁 | 併列之新東家（临安巨富趙氏之独女） 職責：資金投資與帳務查核，但不管經營事務（主要任務為李清风的追求者）。 請詳見主要演員 |
| 宋涵宇 | 罗曳   | 掌櫃（商业新星） 職責：接活、攬活。 請詳見主要演員                                                                       |
| 黄圣池 | 李清风 | 都料匠 職責：設計、草架圖繪製。 請詳見領銜主演                                                                           |
| 許佳琪 | 陈朗月 | 副都料匠（蕭国昭和長公主） 職責：輔助都料匠之設計、草架圖繪製。 請詳見領銜主演                                           |
| 符雅凝 | 安小洛 | 代主簿（公主之贴身侍女） 職責：物料採購規格表、作帳。 請詳見主要演員                                                     |
| 吴恙   | 韩袅袅 | 監修（扬州房产大鳄之千金） 入職資格：極專業之工事儲備。 職責：圖修報備訊息核對、與代主簿訊息對接。 請詳見主要演員        |
| 李嘉辉 | 王昇   | 执工长（民間工匠隊常設職）／殿前司都虞侯 入職資格：武藝高強之人。 職責：以武力解決繁雜瑣事與紛爭。 請詳見主要演員        |
| 马振桓 | 孟元旭 | 總作頭（衙內／临安知府之独子） 職責：統管各分作頭，現場指揮調度。 請詳見主要演員                                         |

### 其他演員
| 演員                | 角色            | 介紹 |
| 巩汉林 （特別出演） | 赵显            | 赵逸宁父亲 临安本地巨富。 |
| 魏巍 （特別出演）   | 陈启道          | 南萧皇帝 昭和長公主陳朗月的皇兄，極其疼愛陳朗月，在陳朗月和親後下了搶親的旨意給木羽院，最後給三對家人賜婚。                                                   |
| 张倬闻 （特別出演） | 何质谷 耶律質谷 | 北周十三王子 大蕭昭和長公主的和親對象。 |
| 刘牧 （友情出演）   | 李介            | 李清风父亲 與李清風因李清風母親的事疏遠，後和好。 |
| 常鹤凡 （友情出演） | 张小芙          | 張員外之女，與北周人許千相愛，卻被父親與哥哥反對，後與許千私奔的路上因哥哥窮追不捨，許千駕駛的馬車撞到石頭翻車，許千當場死亡，而張小芙得了臆症。              |
| 赵久毅 （友情出演） | 张少卿          | 張員外之子，張小芙的哥哥，喜歡赵逸寧。 |
| 曹力 （友情出演）   | 张员外          | 張小芙、張少卿的父亲 |
| 方晓莉 （友情出演） | 童奶奶          | 木羽院重开第一件工事的雇主 |
| 王侃                | 韓中正          | 揚州城首富／韓裊裊父亲 與女兒不合，擅自給她訂了門親事，後經過羅曳的設計發現準女婿只是貪圖他們家的財產且已跟其他人有夫妻之實。跟韓裊裊和好後准許她回到木羽院。 |

## 外部連結
《清风朗月花正开》的新浪微博